# داروين اندرادي
داروين اندرادي (بالإسبانية: Darwin Andrade)‏ (11 فبراير 1991 بكيبدو في كولومبيا - ) هو لاعب كرة قدم كولومبي في مركز الدفاع. شارك مع منتخب كولومبيا لكرة القدم. أما مع النوادي، فقد لعب مع ستاندارد لييج ونادي أويبست ونادي سينت ترويدن ولا إكويداد ‏.

## روابط خارجية
- داروين اندرادي على موقع قاعدة بيانات كرة القدم.إي يو (الإنجليزية)
- داروين اندرادي على موقع ناشيونال فوتبول تيمز (الإنجليزية)
- داروين اندرادي على موقع Soccerway.com (الإنجليزية)
- داروين اندرادي على موقع AS.com (الإسبانية)